# ريتشارد غاروود
المارشال الجوي السير ريتشارد فرانك غاروود (بالإنجليزية: Sir Richard Frank Garwood)‏ ضابط في سلاح الجو الملكي.
عين نائبا للقائد العام للقوات الجوية في قيادة سلاح الجو الملكي البريطاني في أبريل 2010 في البداية على أساس التمثيل - بعد أن خدم لمدة تقل عن سنة كرئيس للأركان (العمليات) بعد إعادة انتداب المارشال الجوي تيم أندرسون المدير العام لهيئة الطيران العسكري الجديدة وريثما يتم تعيين المارشال الجوي أندرو بولفورد. ومع ذلك بعد الموت المفاجئ للقائد العام للقوات الجوية آنذاك السير كريستوفر موران أعيد انتداب بولفورد ورقي غاروود إلى المشير الجوي وأكد في المنصب.
منح غاروود الصليب الطائر المتميز عن أفعاله في حرب الخليج الثانية وعين رفيق آمر الطريق في تكريمات عيد الميلاد 2010. تم تعيينه قائد فارس من أمر الإمبراطورية البريطانية في عام 2017 ضمن تكريم السنة الجديدة.

## المسيرة العسكرية
تخرج غاروود من كلية كينجز لندن مع ماجستير في الآداب في الدراسات الدفاعية. تم تكليفه في عام 1979 وتم إعادة ترتيبه عند الانتهاء من تدريب الموظف الأولي ورقي إلى ضابط الطيران أثناء تدريبه على الطيران وعند الانتهاء من ذلك تم نشره في السرب رقم 41 (ط) في سلاح الجو الملكي البريطاني في قاعدة سلاح الجو الملكي في كولتيشال على الطائرة جاغوار في الهجوم الأرضي / دور الاستطلاع. في عام 1985 تم ترقية غاروود إلى ملازم الرحلة وانتقل إلى وحدة الأسلحة التكتيكية في قاعدة سلاح الجو الملكي في برودي لإرشاد الطلاب على طائرة بي أيه إي هوك وأصبح مدربا مؤهلا للأسلحة.
في عام 1987 بدأ غاروود جولة تبادل مع القوات الجوية الأمريكية وحلق في طائرة إف-4 فانتوم الثانية من قاعدة بيرغستروم للقوات الجوية في ولاية تكساس. عند عودته في عام 1990 غير طائرته إلى تورنادو جي آر 1 قبل أن يتم نشره كقائد سرب إلى السرب الثاني (جيش التعاون) في قاعدة سلاح الجو الملكي في لاربروتش في ألمانيا الغربية وجرى نشره في المملكة العربية السعودية بعد وصوله بفترة وجيزة لعملية غرانبي. حلق في 19 طلعة استطلاع ليلية منخفضة المستوى خلال مرحلة معركة العملية وحصل على الصليب الطائر المتميز.
في عام 1993 انتقل غاروود إلى وزارة الدفاع كضابط في الاحتياجات التشغيلية (الجو) ثم في عام 1995 درس في كلية موظفي الجيش في كامبرلي. في العام نفسه تم ترقيته إلى قائد الجناح وعاد إلى سرب (النجم) الثاني والآن في قاعدة سلاح الجو الملكي في مرهام كقائد لها. قاد العديد من المفرزات للقيام بدوريات في مناطق حظر الطيران فوق العراق. أعقب ذلك تعيين موظفين في المقر الدائم المشترك في نورثوود.
في عام 2000 عاد غاروود إلى مرهام كقائد للمحطة وفي هذه الجولة التي شملت نشر القوات البريطانية في شرق أفريقيا كقائد للقوات البريطانية خلال عملية رامسون حيث نفذ عمليات جوية فوق القرن الأفريقي دعما لعملية فيريتاس في أفغانستان. تم تعيينه قائدا لأمر الإمبراطورية البريطانية في عام 2002.
درس غاروود في الكلية الملكية للدراسات الدفاعية في عام 2003 قبل نشره في قطر ليصبح أول قائد من المرحلة الأولى في المكونات الجوية لعملية تيليك في العراق. عاد إلى المملكة المتحدة في أواخر عام 2003 ليصبح من عناصر القوة الجوية في المجموعة رقم 1 ثم تمت ترقيته إلى تلك الرتبة في يناير 2004. في ذلك العام عاد إلى وزارة الدفاع مديرا للأركان الجوية واستكمل دورة القيادة العليا والموظفين كجزء من جولته. في فبراير 2007 تم تعيينه في منصب مؤقت بصفته رئيس قسم ضباط الاتصال في وزارة الدفاع إلى رئيس هيئة الأركان المشتركة الأمريكية وعاد في يوليو من ذلك العام لتيعين ضابط القيادة الجوية في المجموعة رقم 22 (التدريب) (والتعيين المتزامن لرئيس هيئة تدريب الأركان) في رتبة نائب مشير جوي.
في يوليو 2009 تم تعيين غاروود رئيسا لعمليات الموظفين في القيادة الجوية ثم في أبريل 2010 نائب القائم بأعمال قائد العمليات بعد إعادة انتداب المارشال الجوي تيم أندرسون - الذي كان من المقرر أن يأخذ تعيين - إنشاء هيئة الطيران العسكري. كان من المقرر أن يسلم غاروود هذا التعيين إلى المارشال أندرو بولفورد في سبتمبر ولكن الموت المفاجئ للقائد العام آنذاك المارشال الجوي السير كريستوفر موران أدى إلى إعادة تعيين بولفورد بدوره وترقية غاروود إلى مشير جوي في يونيو ليتولى الدور على أساس دائم. في الشهر نفسه تم تعيين غاروود رفيق آمر الطريق.
أصبح غاروود المدير العام لهيئة الطيران العسكري في 1 مايو 2013. اعتبارا من عام 2015 دفع لغاروود راتبا بين 155,000 جنيه استرليني و159،999 جنيه استرليني من قبل القسم مما يجعله أحد 328 أكثر الناس أجرا في القطاع العام البريطاني في ذلك الوقت. أصبح المدير العام لسلامة الدفاع في أبريل 2015.
تم تعيين غاروود قائدا لأمر الإمبراطورية البريطانية وقائد فارس لأمر الإمبراطورية البريطانية في عام 2017 مع مرتبة الشرف للعام الجديد.